# دانشگاه علوم پزشکی اردبیل
دانشگاه علوم پزشکی اردبیل یکی از دانشگاه‌های ایران در شهر اردبیل است. این دانشگاه در کنار دریاچه شورابیل و دانشگاه محقق اردبیلی واقع شده‌است.

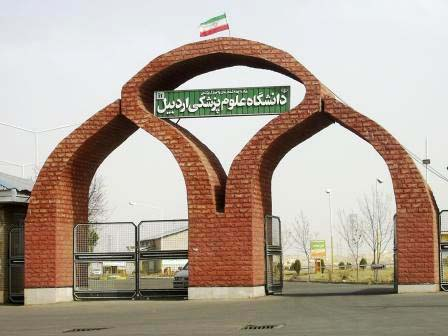
سردر ورودی دانشگاه علوم پزشکی اردبیل

## تاریخچه
دانشگاه علوم پزشکی اردبیل به همت دکتر نورالدین پیرمؤذن در سال ۱۳۷۲ با پذیرش ۸۶ دانشجو در رشته‌های پزشکی، پرستاری، مامایی و کاردانی علوم آزمایشگاهی تأسیس گردید.
دانشکده پزشکی این دانشگاه در سال ۱۳۷۲ با پذیرش تعداد ۳۶ دانشجو در محل بیمارستان بوعلی تشکیل و آغاز به کار کرد و در سال ۱۳۷۵ به ساختمان اصلی نقل مکان نمود. آموزشکده پیراپزشکی نیز در سال ۱۳۷۵ فعالیت آموزشی خود را آغاز نمود. آموزشکده بهداشت در سال ۱۳۷۵ وابسته به دانشکده پزشکی و پیراپزشکی بود که در سال ۱۳۷۸ از دانشکده‌های مذکور منفک شده‌است.
دانشکده پرستاری و مامایی نیز، همزمان با دانشکده پزشکی در سال ۱۳۷۲ در محل بیمارستان بوعلی فعالیت آموزشی خود را آغاز نمود.
دانشکده پرستاری و مامایی خلخال نیز در سال ۱۳۷۲ افتتاح و با پذیرش ۲۰ نفر دانشجو در رشته کارشناسی پرستاری فعالیت آموزشی خود را آغاز نمود. دوره‌های شبانه دانشگاه علوم پزشکی اردبیل نیز در مهر ماه ۱۳۷۴ تأسیس و از طریق آزمون سراسری نسبت به پذیرش دانشجویان در رشته‌های پرستاری، مامایی، رادیولوژی، هوشبری و اتاق عمل اقدام نمود

### دانشکده‌ها

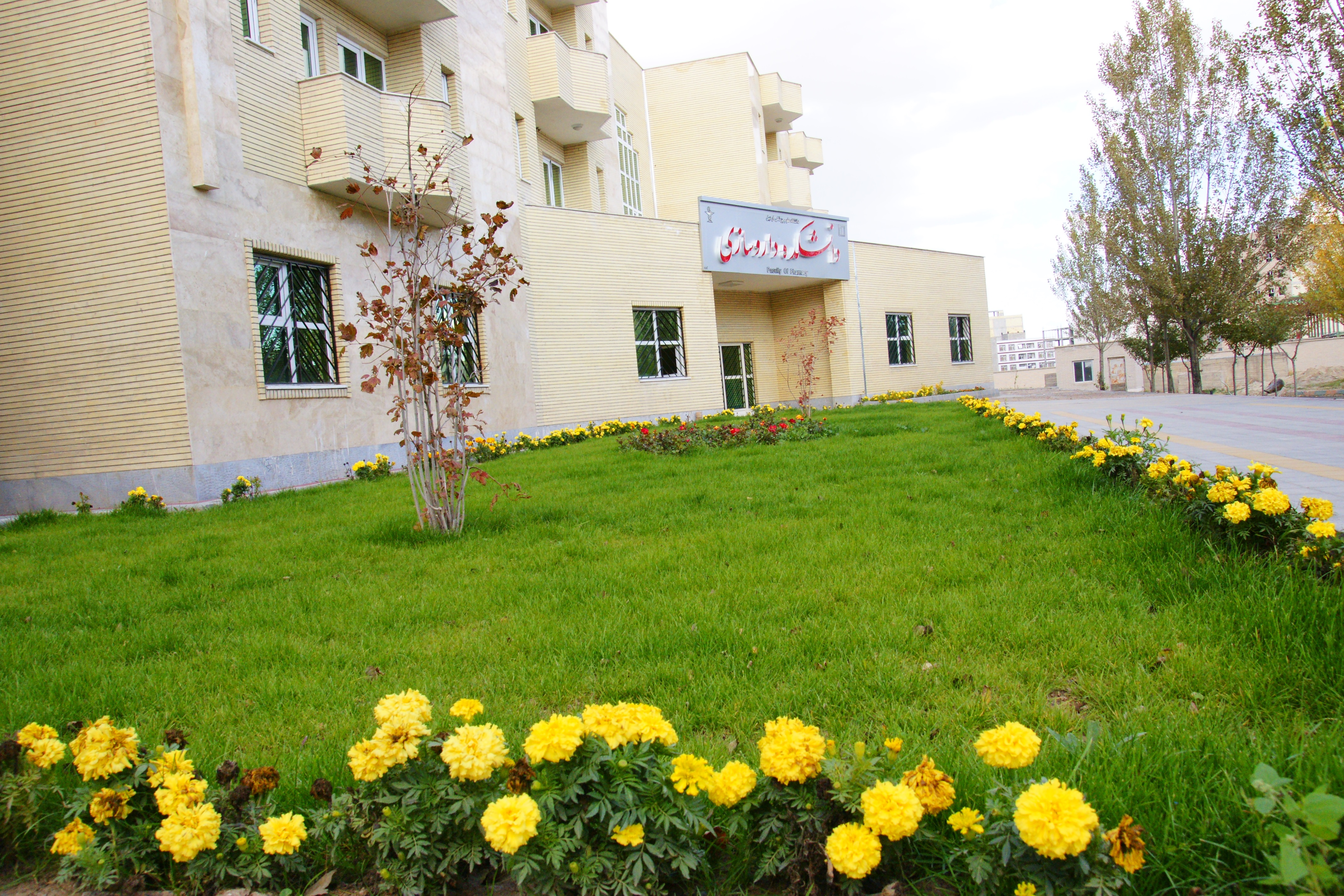
دانشکده داروسازی دانشگاه علوم پزشکی اردبیل

این دانشگاه دارای ۹ دانشکده می‌باشد:
- دانشکده پزشکی
- دانشکده پردیس خودگردان
- دانشکده پرستاری و مامایی
- دانشکده پیراپزشکی
- دانشکده دندانپزشکی[۱]
- دانشکده داروسازی
- دانشکده بهداشت
- دانشکده پرستاری مغان
- آموزشکده عالی سلامت مشگین‌شهر
- مرکز تحقیقات طب سنتی و آب درمانی[۲]

## رشته‌ها
درحال حاضر پذیرش در رشته‌های این دانشگاه به صورت متمرکز و صرفاً ازطریق کنکور سراسری در دو دوره روزانه و پردیس خودگردان می‌باشد و رشته‌های دایر دراین دانشگاه عبارتند از:
- در مقطع دکتری تخصصی: بیماریهای داخلی، بیماریهای زنان و زایمان، بیماریهای اطفال، جراحی عمومی، بیهوشی و مراقبت‌های ویژه، ارتوپدی، نورولوژی، بیماری های قلب و عروق
- در مقطع دکتری عمومی: پزشکی، دندانپزشکی، داروسازی
- در مقطع کارشناسی ارشد: بیوشیمی بالینی
- در مقطع کارشناسی:فناوری اطلاعات سلامت، علوم آزمایشگاهی، رادیولوژی، هوشبری، پرستاری، مامائی، فوریت‌های پزشکی، اتاق عمل، بهداشت عمومی، بهداشت محیط، بهداشت حرفه‌ای.

## جستارهایی وابسته
- دانشگاه محقق اردبیلی